# HMX
O HMX (em inglês, High Melting point eXplosive : explosivo com alto ponto de fusão) ou ciclotetrametileno-tetranitramina (podendo ser grafado ciclotetrametilenotetranitroamina), também conhecido como octogeno, é uma nitroamina altamente explosiva, quimicamente relacionada com o RDX. É relativamente estável, o que não prejudica a sua potência: trata-se de um dos mais poderosos explosivos não nucleares. 

## Histórico
O HMX foi isolado pela primeira vez acidentalmente, em 1940 por W. E. Bachmann. Quando trabalhava na síntese de um outro explosivo, o RDX, junto com John Sheehan, obteve o HMX como sub-produto da reação. Bachmann precisou de mais três anos para determinar a estrutura do composto, a fim de produzi-lo novamente - o que foi feito mediante adaptação da síntese do RDX.

## Propriedades
Trata-se de um sólido branco, cuja fórmula é C4H8N8O8 . Funde a 285°C e a velocidade de detonação é de 9100 m/s. Sua densidade é de 1,91. Das suas quatro formas cristalinas (α, β, γ, δ), somente a forma beta (β) é utilizada, por sua estabilidade termodinâmica. O HMX β cristaliza sob a forma de cristais ortorrômbicos. O HMX tem uma estabilidade térmica ainda maior que a do RDX.
É preparado pela ação do ácido nítrico concentrado sobre a hexamina, em presença de nitrato de amônio, paraformaldeído e de ácido acético concentrado. Embora bastante estável, mesmo quando misturado a outros produtos, é relativamente sensível a choques e deve ser estabilizado para o transporte. 
Atualmente é utilizado sobretudo como explosivo para fins bélicos, em mísseis ou bombas, como detonador de um explosivo principal, menos caro.  Também é usado como propulsor sólido para foguetes. Não é utilizado para finalidades civis, em razão do seu alto preço.